# Esclavitud sexual
L'esclavitud sexual és una de les formes d'esclavitud del segle xxi que genera un moviment econòmic diari de grans dimensions i que compta amb milers de víctimes en el camí.
La violència contra les dones i les nenes és, probablement, la violació dels Drets Humans més habitual, i que afecta a un nombre més gran de persones.
La declaració dels Drets Humans de 1948, en l'article 4, estipula que: 
"Ningú no serà sotmès a esclavitud o servitud: l'esclavitud i el tràfic són prohibits en totes llurs formes".

## Definició
L'esclavitud sexual s'entén com la coacció i restricció de la llibertat de persones per a la realització de pràctiques sexuals diferents:
1. Prostitució forçosa.
2. Esclavitud sexual individual.
3. Esclavitud ritual, de vegades associada amb pràctiques religioses tradicionals.
4. Esclavitud primàriament amb finalitats no sexuals, on el sexe és comú o permissible.

En general, quan es parla de la naturalesa de l'esclavitud es fa referència que l'esclau està disponible per al seu ús sexual, i els costums socials i la protecció legal, que normalment limitarien les accions d'un propietari d'esclaus, deixen de tenir efecte en aquest context. Per exemple, el sexe extra conjugal entre un home casat i una esclava no era considerat adulteri en la majoria de les societats que acceptaven l'esclavitud. Les dones esclaves corrien el risc màxim d'abús i esclavitud sexual.
Les expressions "esclau sexual" i "esclavitud sexual consentida" són usades de vegades en BDSM referint-se a un acord consensual entre companys sexuals.

### Causes
L'esclavitud sexual és un fenomen multicausal, que conjuga factors econòmics, culturals, psicològics, socials, familiars i afectius. Entre algunes de les seves causes s'anomenen les següents: estratègies de supervivència de les víctimes i les seves famílies, les incompetències parterals, els dèficits en l’àmbit educacional, expectatives consumistes, migracions, la discriminació de gènere, problemàtiques que afecten en l’àmbit familiar com la violència familiar, l’abús sexual, les noves tecnologies, així com el maltracte i el treball infantil o la situació del carrer.
Aquesta esclavitud sexual es causada, en gran part, per la desigualtat de gènere, la qual permet que la demanda d’esclaus sexuals prosperi per la falsa creença que no hi ha dany o delicte en comprar els cossos de dones o nenes.
Totes les formes d’esclavitud tenen característiques comunes: els esclaus són forçats a treballar, són propietat o estan controlats per una altra persona, són deshumanitzats i tractats com a mercaderies, i forçats física i psicològicament i incapaços de escapar.

### Conseqüències
Les conseqüències per tota persona que és víctima d’esclavitud sexual són de tipus físic i de tipus psicologic; tot i així, quan es tracta de nens o nenes les conseqüències són molt més severes degut a l'escàs desenvolupament físic i emocional dels menors per tolerar aquests abusos.

#### Conseqüències físiques
- Risc de mort prematura: per l’ambient depriment, violent, de drogoaddicció i depravació que existeix en els prostíbuls, el risc d’una mort prematura acompanya permanentment a les persones explotades.

- Malalties de transmissió sexual: l'VIH, sífilis, gonorrea, herpes, hepatitis. Així i tot, diverses de les malalties de transmissió sexual poden ser curades, si són tractades a temps, però les condicions d’esclavitud fan que aquestes es tornin incurables, ja que les persones no són traslladades a cap centre assistencial perquè siguin ateses. Tot, per evitar que els metges o infermeres tinguin coneixement de l’abús sexual que es fa d'aquesta, i que puguin denunciar aquest fet.

- Lesions permanents

- Embarassos no desitjats: donada la naturalesa de l’activitat, existeix permanentment el risc d'embaràs, el qual sempre tindrà un final tràgic. Pot acabar en avortament, o amb el naixement del nen que segurament també serà explotat.

#### Conseqüències psicològiques
Són aquestes efectes molt més dolorosos que els efectes físics perquè encara que l'esclavitud sexual pari, la persona ha estat condemnada a patir permanentment la deformació del seu desenvolupament i se li ha negat la possibilitat de realitzar-se plenament com a ésser humà i com a ciutadà.
Entre els danys psicològics es poden mencionar:
- Sentiment de culpa: degut a la indiferència de l'Estat i de tota la societat, moltes vegades el propi explotat se sent culpable, a més, l'explotació distorsiona el comportament de la persona i la seva manera d’entendre el sexe.
- Autoestima desequilibrada: aquesta conducta acompanyarà a la víctima durant tota la seva vida, ja que els danys han marcat la seva constitució psicològica.
- Odi contra la societat: pel fet de ser destrossats els valors de la persona explotada sexualment quedarà el ressentiment cap a la societat i la delinqüència com a única forma possible de supervivència.
- Resignació: en molts casos, encara que l'esclavitud acabi, la víctima es resigna a continuar en aquell ambient o la necessitat econòmica també l'obliga a intentar suïcidar-se.

#### Conseqüències per a la societat
En el problema de l'esclavitud sexual existeix també conseqüències culturals o socials perquè afecta a la societat en el seu conjunt.
- Es formen cercles viciosos d’abusos i explotació: molts dels explotadors també han estat víctimes d’explotació i abús sexual, que posteriorment repeteixen les agressions, per la qual cosa és en la societat on s'incuba l’arrel del problema.
- Les víctimes constitueixen un grup nombrós.
- És un problema que es multiplica.

### Aspectes rellevants
- Abordar el fenomen de la prostitució en tota la seva complexitat social.
- Diferenciar entre la prostitució exercida voluntàriament i la tracta amb finalitats d'explotació sexual o la prostitució forçosa.
- Fer visibles a les persones que es lucren i/o delinqueixen a través de la prostitució així com als usuaris que la fan possible, retirant el focus mediàtic de les dones que l'exerceixen.
- Respectar la dignitat i la llibertat de les dones que exerceixen la prostitució i rebutjar els discursos que atempten en contra.
- Evitar la reproducció de mites i/o estereotips sobre la prostitució.
- No avançar, ni fer sensacionalisme o apologia entorn de la prostitució.
- No relacionar la prostitució amb la delinqüència, la inseguretat i l'incivisme, evitant situar, per defecte, les notícies en la secció de successos.
- Utilitzar fonts d'informació especialitzades, donant veu autoritària a les dones que exerceixen la prostitució.
- Respectar la decisió de les dones que exerceixen la prostitució en relació amb la difusió de la seva identitat i imatge.
- Evitar que puguin ser identificades sense el seu consentiment. Fer un ús no sexista de la llengua, tractant de manera equitativa als diferents subjectes implicats.
- Efectuar la rectificació de qualsevol informació errònia publicada. Promoure el rol dels gabinets de comunicació com a font d'informació específica per a la contextualització de les notícies.
- Oferir formació en matèria de gènere, prostitució i tracta amb finalitats d'explotació sexual al col·lectiu de professionals de la comunicació i a estudiants de l'àmbit universitari.
- Impulsar la recerca i la difusió sobre el fenomen de la prostitució i la tracta amb finalitats d'explotació sexual. Difondre i fer seguiment de l'impacte d'aquestes recomanacions.

## Tipus
Avui l'esclavitud presenta diferents formes, una de les que predomina és l'esclavitud en la prostitució. Les noies, fins i tot menors d’edat, són tretes de casa seva i enviades a altres ciutats o països, amb la falsa promesa que treballaran com a models, treballadores de la neteja o similar. Tot i així, no és l'única forma d’esclavitud sexual.
Quan parlem d’esclavitud sexual podem fer referència a tres formes diferents:
1. Esclavitud sexual de les dones treballadores sexuals.
2. Esclavitud sexual derivada de la migració, etnicitat i violència sexual.
3. Esclavitud sexual derivada de conflictes armats.

### Treballadores sexuals
La prostitució és un negoci que involucra transicions en dos mercats: un mercat real i un mercat clandestí.
El mercat real s'expressa des de la negociació de la prestació de serveis sexuals acordats entre la prostituta i el client. L’acord realitzat es manté en secret, implícit en l’acord, el que assegura al client el silenci de la prostituta. En general, els homes prefereixen que ningú sàpiga que compren aquest tipus de serveis, perquè l'explotació comercial de la prostitució és il·lícita i s'estigmatitza i censura.
El mercat clandestí es relaciona amb l'explotació o facilitació de la prostituta, que es sol dur a terme en cases de massatges, saunes, prostíbuls, entre d'altres; amb divulgació massiva i constant en els classificats dels diaris, pagines web i revistes dirigides al públic masculí. Aquests tenen com a atractiu principal la prostitució de dones, la qual promou l’objectivació de la figura femenina, ja que és vista com una mercaderia.
Ambdós mercats inclouen originalment a dues persones, caracteritzades com una pobre, la venedora o prostituta, i l’altra, de millors condicions i poder de compra, que és el comprador. En algunes situacions, enter la venedora i el comprador sorgeix una tercera figura que, en la transició comercial, és representada per l’intermediari, facilitador, proxeneta, el qual actuen sols o organitzats en xarxes. La xarxa forma part de les emprenedories que tenen com a fi l'explotació de la prostitució, també és comuna l’associació d'altres activitats relacionades amb el món del crim.
Aquesta prostitució s'entén com una de les formes més extremes de violència contra les dones, és una ficció parlar d’un contracte sexual com si fos un contracte laboral, quan les relacions entre dones i homes són asimètriques respecte a domini i opressió. Denominar treball a aquesta practica és legitimitzar, naturalitzar la venda de persones per al consum sexual.

### Migració, etnicitat i violències sexuals
El tràfic de persones i, particularment, de dones és una activitat present a la història de la humanitat. Milers d’éssers humans han estat objecte d’aquesta inhumana activitat, i sent esclavitzats han enriquit a altres éssers humans, en el cas de dones a més del seu tràfic i comerç han estat lligats a la seva objectivació sexual.
El tràfic de dones ha estat conegut com tracta de blanques, degut a la magnitud de les atrocitats comeses al voltant del tràfic de dones europees, llatinoamericanes, asiàtiques, africanes, que es coneix com a “tràfic de persones”.
Amb freqüència es fan distincions i diferències entre migració i tràfic, vinculant la primera, a activitats del mercat laboral, com el servei domèstic per exemple. D’altra banda, es realitza una associació entre tràfic i prostitució, i així mateix en l’imaginari col·lectiu s'associa comunament aquesta activitat a màfies, que utilitzant la violència participen en l’èxode de dones per exercir la prostitució. No obstant, és necessari aclarir que la migració amb finals de prostitució no està sempre lligada al tràfic de dones, tot i que un gran nombre de casos si està vinculada a pràctiques d’explotació. D’altra banda, la migració de persones que cerquen inserció en el marcat laboral i en activitats diferents a la prostitució, tampoc està exempta del contacte amb xarxes o persones amb fins lucratius que es beneficien de l’èxode i explotació d’éssers humans.

### Violències sexuals i conflicte armat
La violència sexual és un fenomen estès en molts conflictes armats. Tot i així, s'ha desmentit la idea que està present en tots els conflictes armats i que hi pot haver oscil·lacions. Així, durant algunes fases d’un mateix conflicte poden resignar-se elevats nivells de violència sexual mentre que en altres moments pot succeir que aquesta violència no s'utilitzi. Es tracta per tant d’un fenomen que està àmpliament estès en alguns conflictes, en els que s'han registrat alts nivells de violència sexual, mentre que en altres pràcticament no existeix constància de la seva utilització per parts dels actors armats.
La quantificació de l’impacte de la violència sexual en el marc dels conflictes armats és una tasca extraordinàriament complexa, degut a la dificultat per disposar de xifres fiables al respecte. En general, l’impacte de la violència sexual sol ser subestimat, ja que és un delicte únic. Les enormes dificultats de les víctimes per accedir als sistemes de justícia, així com el temor a l'estigma social i, fins i tot, a le represàlies per part dels perpetuadors, només són alguns dels obstacles als quals s'ha de fer front per a poder conèixer l’impacte real d’aquesta violència.

## Història
L'esclavitud sexual ha estat històricament lligada als conflictes bèl·lics, l'esclavisme i a la prostitució.
Hi ha escrits mitològics antics que indiquen el caràcter comú de l'esclavisme sexual a l'antiguitat. El cicle èpic menciona molts exemples d'aquesta forma d'esclavatge; inclou la sort reservada pels Aqueus per les dones de Troia després de la presa d'Àsia Menor.
L'esclavitud sexual és molt estesa al món antic, ja sigui per la prostitució però sobretot per les relacions sexuals entre amos i esclaus dels dos sexes; els testimonis indiquen que aquests eren normal a Roma.
Al món àrab, l'explotació sexual constitueix, per Gordon Murray, "la raó més important per a obtenir esclaves". L'estatut de concubina també és reservat únicament a les esclaves; en cas de tenir infants, aquests eren protegits de la venda i es podien alliberar.
A l'antiga Roma, la prostitució era símbol de vergonya. La falta de reputació era reflectida en la llei, la qual, en la República tardana i principis del Principat, la classifica als seus practicants com a infames. Els fragments de fonts legals sobre la prostitució són primàriament trobats en el Cos de Dret Civil que va ser compilat en els primers anys del segle vi. A la sexualitat a l'antiga Roma els qui es dedicaven a la prostitució no tenien permès parlar per uns altres en una cort. Generalment tampoc podien realitzar acusacions i no tenien permès tenir candidatures a magistratures. Podien ser copejats, mutilats o violats amb impunitat.
El tràfic de dones i la prostitució a Amèrica Llatina es remunta a l'època de la conquesta quan els espanyols, en compliment de la llei de guerra, prenien o lliuraven el "botí de dones" al vencedor, donant origen al comerç sexual i creant establiments per al seu exercici.

## Actualitat
La pobresa, la falta d'educació, ser la responsable del sosteniment dels fills i filles i la violència, són alguns dels factors que porten a milers de dones i nenes a situacions de vulnerabilitat convertint-les en víctimes fàcils de les xarxes de tràfic de persones i proxenetes.
La tracta de persones amb la finalitat d'explotació sexual és la conseqüència de la naturalització de la prostitució, la qual perpetua la violència que s'exerceix sobre dones, nenes i nens vulnerables.
- Prop de 4.000.000 de persones són víctimes de tracta cada any.
- Entre el 10% i 30% de les dones són menors de edat.
- A Amèrica Llatina 2 milions de nens, nenes i adolescents són víctimes d'explotació sexual comercial o laboral (mendicitat).

Les dades facilitades pel CICO diferencien també entre persona en situació de risc (persona detectada amb motiu de la realització d'inspeccions, exercint la prostitució) i víctima (persona identificada en ocasió d'atestat instruït pels Cossos de Seguretat de l'Estat per activitats delictives relacionades amb la tracta d'éssers humans i per a l'explotació sexual).
A la vista de les dades ofertes pel CICO, aquesta tendència es confirma a Espanya. Així, durant l'any 2009 es van detectar 6.157 persones en situació de risc, de les quals es van identificar com a víctimes 1.301; en 2010 es van detectar 15.075 persones en situació de risc de les quals finalment van ser identificades 1.641 i l'any 2011 van ser 14.370 en situació de risc de les quals finalment 1.082 van ser identificades com a víctimes.

## Marc normatiu-legislatiu
Pel que fa al marc normatiu-legislatiu, no hi ha legislació especifica per esclavitud sexual, però si fa referència i fa diferència del marc jurídic entre:
1. Treballadores sexuals.
2. Migració, etnicitat i violència sexual.
3. Violències sexuals en conflictes armats.

### 1. Treballadores sexuals

#### Marc jurídic internacional
El Comitè CEDAW ha assenyalat que la criminalització de la prostitució és un dels factors que causa discriminació interseccional en les dones que s'exerceix. Els Estats han d’adoptar totes les mesures apropiades per assegurar els drets de les dones treballadores sexuals, incloent-hi el dret a una vida lliure de violència. El Comitè ha emfatitzat, en les recomanacions a Alemanya de 2009, que la llei sobre prostitució hauria de tenir per objecte reduir els delictes relacionats amb la prostitució.

#### Marc jurídic estatal
La reforma del Codi Penal de 2015 va modificar l’article 187, i les figures de la prostitució forçosa i l'explotació de la prostitució aliena es van modificar en el sentit següent:
- El qui utilitzant violència, intimidació o engany, o abusant d’una situació de superioritat o de necessitat o vulnerabilitat de la víctima, determini una persona major d’edat a exercir o a mantenir-se en la prostitució, ha de ser castigat amb les penes de presó de dos a cinc anys i multa de dotze a vint-i-quatre mesos.
- S'ha d’imposar la pena de presó de dos a quatre anys i multa de dotze a vint-i-quatre mesos a qui es lucri explotant la prostitució d’una altra persona, fins i tot amb el seu consentiment. En tot cas, s'entén que hi ha explotació quan es donialguna de les circumstàncies següents:
  - Que la víctima estigui en una situació de vulnerabilitat personal o econòmica.
  - Que se li imposin per al seu exercici condicions costoses, desproporcionades o abusives.

L’article 188 sanciona la promoció, inducció i afavoriment o facilitació de la prostitució. També lucrar-se de la prostitució de persones menors d’edat o persones amb alguna discapacitat o sol·licitar, acceptar o obtenir una relació sexual d’aquestes persones. I, entre d'altres, s'inclouen agreujants en funció de l'edat de les persones prostituïdes.

#### Marc jurídic català
L’article 7 de la Llei 5/2008, del 24 d’abril, del dret de les dones a erradicar la violència masclista inclou, en els principis orientadors en les intervencions dels poders públics, criteris que són rellevants en relació amb les dones treballadores sexuals que poden ser víctimes de violències sexuals.

### 2. Migració, etnicitat i violències sexuals
Les treballadores migrants, en la mesura que normalment pateixen no només sexisme, sinó també racisme i classisme, poden ser objecte de diversos crims amb un cert nivell d’impunitat, que s'agreuja pel desconeixement de la llengua, la manca de xarxes socials, el desconeixement del sistema legal o fins i tot la seva situació administrativa, entre d'altres. Entre aquestes treballadores, les treballadores domèstiques poden patir l’assalt físic i sexual dels seus ocupadors. L’assetjament sexual de les treballadores migrants en altres entorns de treball, com en granges o en el sector industrial, és un problema arreu del món (vegeu Nacions Unides, 1998). Entre aquests col·lectius, aquells que han experimentat el racisme són menys propensos a reportar delictes. Poden témer que no se les cregui o que no siguin tractades adequadament. Com a resultat d’això, poden ser reticents a reportar delictes o donar suport a un procés judicial. També les creences culturals i religioses poden impedir que les persones denunciïn els delictes o donin suport a un procés judicials.

#### Marc jurídic internacional
La Convenció Internacional sobre la protecció dels drets de totes les persones treballadores migratòries i els seus familiars dispensa protecció expressament a persones treballadores migratòries i els seus familiars no només quan estiguin treballant efectivament, sinó també "durant tot el seu procés de migració i el dels seus familiars, que comprèn la preparació per a la migració, la partida, el trànsit i tot el període d’estada i d’exercici d’una activitat remunerada a l’Estat d’ocupació, així com el retorn a l’Estat d’origen o l’Estat de residència habitual". El Comitè reconeix que mentre estan en trànsit per països estrangers, dones i nenes corren un major risc que les agents o els agents de contractació i les persones intermediàries les sotmetin a maltractes físics i abusos sexuals. Tanmateix, en el lloc de treball moltes pateixen abusos i maltractaments que inclou assetjament psicològic, físic i sexual de les persones ocupadores, les agents o els agents de contractació o les persones intermediàries.

#### Marc jurídic estatal
Aspectes penals L’article 180 del Codi Penal introdueix una sèrie de circumstàncies agreujants:
- Quan la víctima sigui especialment vulnerable, per raó de la seva edat, malaltia, discapacitat o situació, llevat del que disposa l’article 183.

La Llei 4/2015, de 27 d’abril, de l’Estatut de la víctima del delicte, assenyala que les seves disposicions són aplicables a les víctimes de delictes comesos a l’Estat espanyol o que s'hi puguin perseguir, independentment de la seva nacionalitat, de si són majors o menors d’edat o de si gaudeixen o no de residència legal. A més a més, d’acord amb aquesta Llei, per tal de fer possible la comprensió dels tràmits del procediment, les víctimes que no comprenguin la llengua tindran dret a l’assistència lingüística. I per ajudar la víctima en el procediment judicial, facilitar-li una còpia traduïda de la denúncia.
La legislació espanyola d’estrangeria preveu tres mesures que pretenen protegir les dones estrangeres que han patit violència.
En primer lloc, el Reglament de la Llei orgànica 4/2000, d’11 de gener, sobre drets i llibertats dels estrangers a Espanya i la seva integració social (Decret 2393/2004, de 30 de desembre) preveu que en casos de reagrupació familiar les víctimes de violència de gènere amb situació administrativa regular poden tenir una autorització de residència i de treball de caràcter independent.
En segon lloc, el mateix Reglament introdueix expressament la violència domèstica com a supòsit d’autorització de residència per raons humanitàries. No obstant això, per acreditar la situació de violència que permeti l’obtenció del permís hi ha d’haver sentència ferma. I en tercer lloc, existeix la possibilitat de suspendre una ordre d’expulsió ferma si la dona ha estat víctima de violència de gènere.

#### Marc jurídic català
L’article 2 de la Llei 5/2008, del 24 d’abril, del dret de les dones a erradicar la violència masclista, dins la garantia dels drets de les dones, assenyala expressament la situació de les dones estrangeres quan diu quet otes les dones que es troben en situacions de violència masclista, i també llurs fills i filles dependents, que visquin o treballin a Catalunya i amb independència del veïnatge civil, la nacionalitat o la situació administrativa i personal, tenen garantits els drets que aquesta llei els reconeix, sens perjudici del que estableix la legislació en matèria d’estrangeria i de l'exigència de determinats requisits per a les diferents prestacions i serveis.
L’article 8.2, en relació amb la recerca en matèria de violència masclista, assenyala que s'ha de considerar l’impacte diferent que té aquesta violència en col·lectius específics de dones.
La situació de les dones immigrants o que pertanyen a determinades ètnies i que poden ser víctimes de violències sexuals es troben recollides dins les situacions específiques a què es refereix el capítol 5 del títol II de la Llei.

### 3. Violències sexuals i conflicte armat
Respecte de les consideracions generals relatives a les violències sexuals contra dones en contextos de conflicte armat, ens remetem a l’apartat relatiu al reconeixement de les violències sexuals al dret penal internacional i al dret internacional humanitari.

#### Marc jurídic internacional
Amb relació al marc jurídic internacional, reiterem aquí les disposicions ja comentades i a més a més, és interessant analitzar el paràgraf 38 de la RG 27 del Comitè CEDAW sobre dones majors, en què el Comitè assenyala que s'ha de prestar especial atenció a la situació de les dones majors durant els conflictes armats, tant per les repercussions que tenen en les seves vides, com per la contribució que aquestes dones poden aportar a la solució pacífica dels conflictes i als processos de reconstrucció:
Els Estats membres han de prestar la deguda consideració a la situació de les dones d’edat en abordar la violència sexual, els desplaçaments forçosos i les condicions dels refugiats durant els conflictes armats. En abordar aquestes qüestions, han de prendre en consideració les resolucions pertinents de les Nacions Unides relatives a les dones i la pau i la seguretat, en particular les resolucions 1325 (2000), 1820 (2008) i 1889 (2009) del Consell de Seguretat.
Aquestes disposicions són rellevants, ja que subratllen la manera com diversos grups de dones han de ser considerats, no només quant a víctimes, sinó també quant a membres importants de la societat que poden aportar amb el seu coneixement i la seva experiència el desenvolupament de respostes i mesures més adequades per fer front a aquestes violències.

#### Marc jurídic estatal
L'exposició de motius de la Llei orgànica 15/2003, de 25 de novembre, de modificació del Codi Penal espanyol, justifica la nova regulació d’"els delictes que permeten coordinar la nostra legislació interna amb les competències de la Cort Penal Internacional". Es va incorporar al dret penal espanyol la imprescriptibilitat dels crims de lesa humanitat i dels crims de guerra (ja que el genocidi ja era imprescriptible), la incriminació dels delictes contra l’Administració de Justí cia de la Cort Penal Internacional, el càstig de determinades conductes relacionades amb les armes químiques o biològiques i la tipificació dels delictes de lesa humanitat i de guerra previstos en l’Estatut de Roma.
És important destacar els punts següents que es consideraran delicte de lesa humanitat:
- Per raó de pertinença de la víctima a un grup o col·lectiu perseguit per motius polítics, racials, nacionals, ètnics, culturals, religiosos, de gènere, discapacitat o altres motius universalment reconeguts com a inacceptables d’acord amb el dret internacional.
- Atempti contra la llibertat sexual d’una persona protegida cometent actes de violació, esclavitud sexual, prostitució induïda o forçosa, embaràs forçat, esterilització forçada o qualsevol altra forma d’agressió sexual.

#### Marc jurídic català
És rellevant fer notar novament l’article 2 de la Llei 5/2008, del 24 d’abril, del dret de les dones a erradicar la violència masclista, ja que en la garantia dels drets de les dones s'assenyala expressament la situació de les dones estrangeres, que poden ser, per exemple, refugiades provinents d’Estats amb conflictes armats.
L’article 2 exposa:
"Totes les dones que es troben en situacions de violència masclista, i també llurs fills i filles dependents, que visquin o treballin a Catalunya i amb independència del veïnatge civil, la nacionalitat o la situació administrativa i personal, tenen garantits els drets que aquesta llei els reconeix, sens perjudici del que estableix la legislació en matèria d’estrangeria i de l'exigència de determinats requisits per a les diferents prestacions i serveis".
L’article 5, referit als àmbits de la violència masclista, en l’àmbit quart, de la violència en l’àmbit social o comunitari, inclou expressament aquí la violència derivada de conflictes armats i diverses formes de violències sexuals:
- Violència derivada de conflictes armats: inclou totes les formes de violència contra les dones que es produeixen en aquestes situacions, com ara l’assassinat, la violació, l'esclavatge sexual, l'embaràs forçat, l’avortament forçat, l'esterilització forçada, la infecció intencionada de malalties, la tortura o els abusos sexual ’article 7 de la Llei inclou, en els principis orientadors en les intervencions dels poders públics, criteris que són rellevants en relació amb les dones que poden haver estat víctimes de violències sexuals en contextos de conflicte armat.